# ABC Signature
ABC Signature foi um estúdio de produção de televisão americano e uma subsidiária da Disney Television Studios, uma divisão da Walt Disney Television, que fez parte da divisão Disney General Entertainment Content da The Walt Disney Company. O estúdio era o braço de produção da rede de televisão ABC e começou originalmente em 1950 como a unidade de televisão da Walt Disney Productions, que mais tarde foi renomeada para Walt Disney Television como uma empresa separada da Walt Disney Television Animation, em 1983, e lançou uma subsidiária , a primeira encarnação da Touchstone Television, criada em 1985 (que mais tarde tornou-se parte da ABC em 1999 e fundiu a Walt Disney Network Television com a Touchstone Television em 2003) e renomeada como ABC Studios em 2007. Adotou sua identidade mais recente em 10 de agosto de 2020, após uma fusão entre a ABC Studios e a original ABC Signature Studios.
Em 1 de outubro de 2024 foi anunciado pela Disney que a ABC Signature seria fechada e fundida com a 20th Television.

## História
Na sua fundação original como Touchstone Television, foi um spin-off da empresa Touchstone Pictures, uma divisão própria da marca Walt Disney Pictures and Television. Nos últimos anos, o estúdio produz principalmente para os programas de TV da ABC, ABC Family, Lifetime (meia-propriedade da Disney com a Hearst Corporation) e de todos os outros canais de propriedade da Disney (embora tenha sido usada para produzir conteúdos dos canais CBS, NBC, The CW, e o canal a cabo FX).
Em 8 de fevereiro de 2007, Disney-ABC Television Group renomeou a Touchstone Television como ABC Television Studio. Anunciou na conferência anual de Investidores da Disney, que isso fazia parte de um projeto de unificação das marcas, para centrar-se nas três principais: Disney, ABC e ESPN. Em 2009, a produção televisiva da empresa mudou seu nome para ABC Entertainment Group.
Em 1 de outubro de 2024, Eric Schrier, presidente da Disney Television Studios, anunciou que a ABC Signature seria dissolvida com efeitos imediatos, tendo as suas operações integradas com a 20th Television. Como resultado, a vice-presidente senior Erin Wehrenberg da ABC Signature deixará a empresa, e a presidente Tracy Underwood passará a ter um acordo de produção com a Disney Television Studios; vários funcionários serão transferidos para a 20th Television.

## Produções atuais
- Marvel's The Defenders, (co-produzida com Marvel Television, Goddard Textile, DeKnigth Prods)
- "American Housewife" (ABC), (co-produzida com Eight Sisters Inc., Wiener & Schwartz Productions e Kapital Entertainment)
- America's Funniest Home Videos (ABC)
- The Amazing Race (CBS), (co-produzida com CBS Television Studios e Jerry Bruckheimer Television)
- Army Wives (Lifetime)
- "Black-ish" (ABC), (co-produzida com Khalabo Ink Society, Principato-Young Entertainment e Cinema Gypsy Productions)
- Criminal Minds (CBS), (co-produzida com The Mark Gordon Company e CBS Television Studios)
- "Code Black" (CBS), (co-produzida com Michael Seitzman's Pictures, Tiny Pyro Productions e CBS Television Studios)
- "Designated Survivor" (ABC), (co-produzida com The Mark Gordon Company e Kinberg Genre)
- For the People (ABC), (co-produzida com ShondaLand)
- Grey's Anatomy (ABC), (co-produzida com The Mark Gordon Company e ShondaLand)
- "How to Get Away with Murder" (ABC), (co-produzida com NoWalk Entertainment e ShondaLand)
- Jimmy Kimmel Live (ABC), (co-produzido com Jackhole Productions)
- Legend of the Seeker (Syndication, distribuido por Disney-ABC Domestic Television)
- Marvel's Agents of S.H.I.E.L.D." (ABC), (co-produzida com Mutant Enemy Productions e Marvel Television)
- "Marvel's Daredevil" (Netflix), (co-produzida com DeKnight Prods. e Goddard Textiles e Marvel Television)
- "Marvel's Iron Fist" (Netflix), (co-produzida com Devilina Productions e Marvel Television)
- "Marvel's Jessica Jones" (Netflix), (co-produzida com Tall Girls Productions e Marvel Television)
- "Marvel's Luke Cage" (Netflix), (co-produzida com Marvel Television)
- October Road (ABC)
- The Rookie (ABC),
- Speechless (ABC), (co-produzida com Silver & Gold Productions, The Dectetive Agency e 20th Century Fox Television)
- Still Star-Crossed (ABC), (co-produzida com ShondaLand)
- Station 19 (ABC), (co-produzida com ShondaLand)

### Futuras Produções
- Agent Hollywood (ABC)
- Mr. Proof (ABC, co-produção com Sony Pictures Television)
- The Prince of Motor City (ABC piloto)
- The Runners (ABC, co-produzido com Sony Pictures Television)
- Snack Pizza (NBC)

### Projetos Concluídos
- 8 Simple Rules for Dating My Teenage Daughter (ABC)
- According to Jim (ABC)
- Alias (ABC)
- Boy Meets World (ABC)
- Blossom (NBC)
- Brotherly Love (NBC/The WB)
- Brothers & Sisters (ABC)
- Cane (CBS) (Co-produzido com CBS Paramount Network Television)
- Carpoolers (ABC) (Co-produzido com DreamWorks Television)
- Castle (ABC)
- Cavemen (ABC)
- Clerks: The Animated Series (ABC)
- Commander in Chief (ABC)
- The Commish (ABC) (Co-produzido com Stephen J. Cannell Productions)
- Crumbs (ABC)
- Cougar Town (ABC)
- Day Break (ABC)
- Dirt (FX)
- Dinosaurs (ABC)
- Donas de Casa Desesperadas (Rede TV!) (Exclusivo para o Brasil)
- Desperate Housewives (ABC)
- Empire (Mini-Série) (ABC)
- Eastwick (ABC)
- Dirty Sexy Money (ABC)
- Eli Stone (ABC)
- Empty Nest (NBC)
- Felicity (The WB)
- FlashForward (ABC)
- The Golden Girls (NBC)
- The Golden Palace (CBS)
- Home Improvement (ABC)
- Hope and Faith (ABC)
- In Case of Emergency (ABC)
- In Justice (ABC)
- In the Game (ABC)
- In the Motherhood (ABC) (Co-produzido com Cabloom! e Mindshare)
- Kevin Hill (UPN)
- The Knights of Prosperity (ABC)
- Kyle XY (ABC Family)
- Less Than Perfect (ABC)
- Life as We Know It (ABC)
- Life on Mars (ABC), (Co-produzido com 20th Century Fox Television)
- Life UneXpected (The CW)
- "Lost" (ABC), (co-produzida com Bad Robot e Kitsis/Horowitz)
- October Road (ABC)
- Monk (as Touchstone Television) (USA)
- Moonlighting (ABC)
- Miss Guided (ABC) (Co-produzido com Fox Television Studios)
- The Muppets' Wizard of Oz (ABC)
- My So-Called Life (ABC)
- My Wife and Kids (ABC)
- The PJs (FOX/The WB)
- Popular (The WB)
- Playmakers (ESPN)
- "Pretty Little Liars (ABC Family/Freeform)
- Reaper (The CW)
- Rodney (ABC)
- "Revenge" (ABC)
- Romy and Michele: In the Beginning (ABC Family)
- Samantha Who? (ABC)
- Six Degrees (ABC)
- Sports Night (ABC)
- Tilt (ESPN)
- Unhappily Ever After (The WB)
- What About Brian (ABC)
- Wildside (ABC)
- Scrubs (NBC/ABC)
- Ugly Betty (ABC), (Co-produzido com Silvio Horta's Silent H Productions, Salma Hayek's Ventanarosa Productions e Ben Silverman's Reveille Productions)
- V (ABC), (Co-produzido com Warner Bros. Television)
- Ghost Whisperer (CBS), (co-produzido com CBS Paramount Network Television)
- Private Practice (ABC),
- Scandal (ABC), (co-produzido com ShondaLand)
- Once Upon a Time in Wonderland (ABC), (co-produzido com Kitsis/Horowitz)
- Once Upon a Time (ABC), (co-produzido com Kitsis/Horowitz)
- Nashville (ABC/CMT), co-produzido com The Beaford Falls Company, Walk And Chew Gum Inc., Cutler Productions, Small Wishes, Opry Entertainment e Lionsgate Television)
- Quantico (ABC), (co-produzido com Random Acts Productions e The Mark Gordon Company)